# Army of the James
|                                  |
| Benjamin F. Butler et Edward Ord |

L'Army of the James était une armée de l'Union composée d'unités des départements militaires de Virginie et de Caroline du Nord. Elle servit durant la phase finale de la guerre de Sécession, le long de la James River en Virginie.

## Historique
Les départements militaires de Virginie et de Caroline du Nord fusionnèrent en 1863. Les troupes de ces deux départements formèrent le XVIIIe corps. En avril 1864, le Xe corps fut transféré du département du sud et les deux corps formèrent l'Army of the James, sous le commandement du major-général Benjamin F. Butler.
Lors de l´Overland Campaign du lieutenant-général Ulysses Grant, en 1864, Butler fit plusieurs tentatives infructueuses pour se saisir de Petersburg et de Richmond. Lors de la bataille de Cold Harbor, le XVIIIe corps fut envoyée combattre sous l'appellation d'Armée du Potomac. Le XVIIIe corps participa également au Siège de Petersburg, lors duquel l´Army of the James fut principalement chargée de la prise de Richmond.
Le seul succès majeur de Butler, en tant que commandant de cette armée, fut en septembre 1864 la saisie d'une part importante des constructions défensives de Richmond, dont le Fort Harrison lors de la bataille de Chaffin's Farm. En décembre l'armée fut réorganisée et les XVIIIe et Xe corps cessèrent d'exister. Toutes les troupes afro-américaines formèrent le XXVe corps et les autres le XXIVe corps puis les départements de Virginie et de Caroline du Nord furent disjoints. Des unités des anciens XVIIIe et Xe corps furent regroupées pour former le Fort Fisher Expeditionary Corps et embarquèrent pour fort Fisher. Butler se servit de sa position à la tête du département pour prendre le commandement de l'expédition, mais après son fiasco lors de la première bataille de Fort Fisher, Grant le releva de son commandement et plaça le major-général Edward Ord, héros de Chaffin's Farm, à la tête de l´Army of the James.
Sous son commandement, l´Army of the James connu ses plus grands succès. Le XXIVe corps participa à l'assaut final sur Petersburg, alors que le XXVe corps fut la première unité à pénétrer dans Richmond. Ord et le XXIVe corps poursuivirent les Confédérés jusqu'à Appomattox Court House où il coupèrent la retraite à Robert E. Lee. L´Army of the James assista à la reddition de l'Armée de Virginie du Nord.

## Commandement
- Major-général Benjamin F. Butler (28 avril 1864 – 8 janvier 1865)
- Major-général Edward Ord (8 janvier 1865 – 1er août 1865)

## Principales batailles et campagnes
- Campagne de Bermuda Hundred (Butler)
- Bataille de Cold Harbor (Butler) (seul le XVIIIe corps y participe)
- Siège de Petersburg (Butler)
- Siège de Richmond (Butler)
- Bataille de Chaffin's Farm (Butler)
- Chute de Petersburg (Ord)
- Chute de Richmond (Ord) (seul le XXVe corps y participe)
- Campagne d'Appomattox (Ord)